# MTK Budapest FC
El Magyar Testgyakorlók Köre Budapest FC és un club de futbol hongarés, de la ciutat de Budapest. Va ser fundat en 1888 i actualment juga a la primera divisió de la lliga hongaresa.

## Història
El club va ser fundat amb el nom de MTK Budapest en 1888. El seu actual nom el va prendre el 1997. Abans de la Segona Guerra Mundial l'MTK havia guanyat 15 lligues i tenia reconeixement a nivell internacional. Després de la guerra, l'MTK va ser el primer equip hongarés a participar en la Copa d'Europa, en la temporada 1955/56, amb el nom de Vörös Lobogó.
El 1964, l'equip va disputar la final de la Recopa d'Europa, perdent-la contra l'Sporting de Lisboa.
Evolució del nom:
- 1888: MTK Budapest
- 1926: Hungária FC MTK Budapest
- 1940: Tancament del club
- 1945: Refundació com MTK Budapest
- 1949: Budapesti Textiles SE
- 1950: Budapesti Bástya SE
- 1952: Budapesti Voros Lobogo
- 1956: MTK Budapest
- 1975: Fusió amb VM Egyetértés SK Budapest esdevenint MTK/VM Budapest
- 1992: MTK Budapest
- 1994: MTK FC Budapest
- 1997: MTK Hungária FC
- 2004: MTK Budapest FC

## Palmarès

### Tornejos nacionals
- Lliga hongaresa (22): 1904, 1907-08, 1913-14, 1916-17, 1917-18, 1918-19, 1919-20, 1920-21, 1921-22, 1922-23, 1923-24, 1924-25, 1928-29, 1935-36, 1936-37, 1951, 1953, 1957-58, 1986-87, 1996-97, 1998-99, 2002-03, 2007-08
- Copa d'Hongria (12): 1909-10, 1910-11, 1911-12, 1913-14, 1922-23, 1924-25, 1931-32, 1951-52, 1968, 1996-97, 1997-98, 1999-00
- Supercopa d'Hongria (2): 1997, 2003

### Tornejos internacionals
- Copa Mitropa (2): 1955, 1963
- Subcampió de la Recopa d'Europa (1): 1964